# Cabalia
Cabalia là một chi bọ cánh cứng trong họ Meloidae.
Chi này được miêu tả khoa học năm 1858 bởi Mulsant & Rey.

## Các loài
Các loài trong chi này gồm:
- Cabalia aethiopica Kaszab, 1981
- Cabalia arabica Kaszab, 1983
- Cabalia limbata (Kolbe, 1895)
- Cabalia longicollis Kaszab, 1948
- Cabalia rubriventris (Fairmaire, 1860)
- Cabalia rufiventris (Walker, 1871)
- Cabalia ruspolii (Pic, 1914)
- Cabalia segetum (Fabricius, 1792)